# Hieronymus Feigl
Hieronymus Feigl SOCist († 11. Januar 1551 in Wilhering, Oberösterreich) war ein österreichischer Zisterzienser und Abt des Stiftes Heiligenkreuz.

## Leben
Feigl stammte aus Dinkelsbühl. 1519 trat er als Novize in Heiligenkreuz ein und am 22. Juli 1520 legte er sein Profess ab. Von 1523 bis 1529 hatte er das Amt des Kellermeisters inne. Am 3. Juli 1536 wurde er zum Abt gewählt. Nach der Chronik des Stiftes war er der erste infulierte Abt von Heiligenkreuz. Die letzten Urkunden sind von Anfang 1543 überliefert. Am 12. Februar 1543 leitete er gemeinsam mit Konrad Faber die Wahl von Matthäus Beringer zum Abt von Lilienfeld. Bald danach resignierte er und zog sich nach Wilhering zurück.